# Torneio de Roland Garros de 2015 - Dia a dia
Estes foram os jogos realizados nas quadras mais importantes a partir do primeiro dia das chaves principais.

## Dia 1 (24 de maio)
- Cabeças de chave eliminados:
  - Simples masculino:  Ivo Karlović [25],  Guillermo García-López [26]
  - Simples feminino:  Peng Shuai [24],  Caroline Garcia [31]

Ordem dos jogos:
| Quadra Philippe Chatrier    | Quadra Philippe Chatrier   | Quadra Philippe Chatrier | Quadra Philippe Chatrier |
| Evento                      | Vencedor(a)/(es/as)        | Derrotado(a)/(os/as)     | Resultado                |
| --------------------------- | -------------------------- | ------------------------ | ------------------------ |
| Simples feminino – 1ª fase  | Simona Halep [3]           | Evgeniya Rodina          | 7–5, 6–4                 |
| Simples masculino – 1ª fase | Roger Federer [2]          | Alejandro Falla [LL]     | 6–3, 6–3, 6–4            |
| Simples feminino – 1ª fase  | Donna Vekić                | Caroline Garcia [31]     | 3–6, 6–3, 6–2            |
| Simples masculino – 1ª fase | Jo-Wilfried Tsonga [14]    | Christian Lindell [Q]    | 6–1, 6–2, 6–2            |
| Quadra Suzanne Lenglen      |                            |                          |                          |
| Evento                      | Vencedor(a)/(es/as)        | Derrotado(a)/(os/as)     | Resultado                |
| Simples feminino – 1ª fase  | Ekaterina Makarova [9]     | Louisa Chirico [WC]      | 6–4, 6–2                 |
| Simples masculino – 1ª fase | Stan Wawrinka [8]          | Marsel İlhan             | 6–3, 6–2, 6–3            |
| Simples masculino – 1ª fase | Kei Nishikori [5]          | Paul-Henri Mathieu [WC]  | 6–3, 7–5, 6–1            |
| Simples feminino – 1ª fase  | Ana Ivanović [7]           | Yaroslava Shvedova       | 4–6, 6–2, 6–0            |
| Quadra 1                    |                            |                          |                          |
| Evento                      | Vencedor(a)/(es/as)        | Derrotado(a)/(os/as)     | Resultado                |
| Simples masculino – 1ª fase | Roberto Bautista Agut [19] | Florian Mayer [PR]       | 6–3, 6–1, 6–3            |
| Simples feminino – 1ª fase  | Garbiñe Muguruza [21]      | Petra Martić [Q]         | 6–2, 7–5                 |
| Simples masculino – 1ª fase | Ernests Gulbis [24]        | Igor Sijsling [Q]        | 6–4, 6–4, 7–63           |
| Simples feminino – 1ª fase  | Kurumi Nara                | Océane Dodin [WC]        | 3–6, 7–5, 6–1            |

## Dia 2 (25 de maio)
- Cabeças de chave eliminados:
  - Simples masculino:  Feliciano López [11],  Adrian Mannarino [30]
  - Simples feminino:  Agnieszka Radwańska [14],  Venus Williams [15],  Barbora Strýcová [22]

Ordem dos jogos:
| Quadra Philippe Chatrier    | Quadra Philippe Chatrier | Quadra Philippe Chatrier    | Quadra Philippe Chatrier |
| Evento                      | Vencedor(a)/(es/as)      | Derrotado(a)/(os/as)        | Resultado                |
| --------------------------- | ------------------------ | --------------------------- | ------------------------ |
| Simples feminino – 1ª fase  | Alizé Cornet [29]        | Roberta Vinci               | 4–6, 6–4, 6–1            |
| Simples masculino – 1ª fase | Gilles Simon [12]        | Lucas Pouille [WC]          | 3–6, 6–1, 6–2, 6–4       |
| Simples feminino – 1ª fase  | Maria Sharapova [2]      | Kaia Kanepi                 | 6–2, 6–4                 |
| Simples masculino – 1ª fase | Andy Murray [3]          | Facundo Argüello [LL]       | 6–3, 6–3, 6–1            |
| Quadra Suzanne Lenglen      |                          |                             |                          |
| Evento                      | Vencedor(a)/(es/as)      | Derrotado(a)/(os/as)        | Resultado                |
| Simples masculino – 1ª fase | Tomáš Berdych [4]        | Yoshihito Nishioka [Q]      | 6–0, 7–5, 6–3            |
| Simples feminino – 1ª fase  | Virginie Razzano [WC]    | Verónica Cepede Royg [Q]    | 2–6, 6–4, 6–2            |
| Simples masculino – 1ª fase | Gaël Monfils [13]        | Édouard Roger-Vasselin [WC] | 6–2, 55–7, 6–1, 7–5      |
| Simples feminino – 1ª fase  | Sloane Stephens [1]      | Venus Williams [15]         | 7–65, 6–1                |
| Quadra 1                    |                          |                             |                          |
| Evento                      | Vencedor(a)/(es/as)      | Derrotado(a)/(os/as)        | Resultado                |
| Simples feminino – 1ª fase  | Carla Suárez Navarro [8] | Monica Niculescu            | 6–2, 6–2                 |
| Simples masculino – 1ª fase | Benoît Paire             | Gastão Elias [Q]            | 5–7, 6–3, 4–6, 6–4, 6–2  |
| Simples feminino – 1ª fase  | Victoria Azarenka [27]   | María Teresa Torró Flor     | 6–2, 6–1                 |
| Simples masculino – 1ª fase | Jürgen Melzer            | Adrian Mannarino [30]       | 7–65, 6–3, 7–64          |

## Dia 3 (26 de maio)
- Cabeças de chave eliminados:
  - Simples masculino:  Grigor Dimitrov [10]
  - Simples feminino:  Eugenie Bouchard [6],  Jelena Janković [25]
  - Duplas masculinas:  Marcel Granollers /  Marc López [4]

Ordem dos jogos:
| Quadra Philippe Chatrier    | Quadra Philippe Chatrier | Quadra Philippe Chatrier | Quadra Philippe Chatrier |
| Evento                      | Vencedor(a)/(es/as)      | Derrotado(a)/(os/as)     | Resultado                |
| --------------------------- | ------------------------ | ------------------------ | ------------------------ |
| Simples feminino – 1ª fase  | Petra Kvitová [4]        | Marina Erakovic          | 6–4, 3–6, 6–4            |
| Simples masculino – 1ª fase | Rafael Nadal [6]         | Quentin Halys [WC]       | 6–3, 6–3, 6–4            |
| Simples masculino – 1ª fase | Novak Djokovic [1]       | Jarkko Nieminen          | 6–2, 7–5, 6–2            |
| Simples feminino – 1ª fase  | Serena Williams [1]      | Andrea Hlaváčková [Q]    | 6–2, 6–3                 |
| Quadra Suzanne Lenglen      |                          |                          |                          |
| Evento                      | Vencedor(a)/(es/as)      | Derrotado(a)/(os/as)     | Resultado                |
| Simples masculino – 1ª fase | David Ferrer [7]         | Lukáš Lacko              | 6–1, 6–3, 6–1            |
| Simples feminino – 1ª fase  | Caroline Wozniacki [5]   | Karin Knapp              | 6–3, 6–0                 |
| Simples masculino – 1ª fase | Richard Gasquet [20]     | Germain Gigounon [Q]     | 6–4, 6–3, 6–0            |
| Simples feminino – 1ª fase  | Kristina Mladenovic      | Eugenie Bouchard [6]     | 6–4, 6–4                 |
| Quadra 1                    |                          |                          |                          |
| Evento                      | Vencedor(a)/(es/as)      | Derrotado(a)/(os/as)     | Resultado                |
| Simples feminino – 1ª fase  | Svetlana Kuznetsova [18] | Kiki Bertens             | 6–1, 4–6, 6–2            |
| Simples masculino – 1ª fase | Jérémy Chardy            | Michael Berrer [Q]       | 4–6, 6–3, 6–4, 6–4       |
| Simples feminino – 1ª fase  | Andrea Petkovic [10]     | Shelby Rogers            | 6–2, 6–1                 |
| Simples masculino – 1ª fase | Jack Sock                | Grigor Dimitrov [10]     | 7–67, 6–2, 6–3           |

## Dia 4 (27 de maio)
- Cabeças de chave eliminados:
  - Simples masculino:  Roberto Bautista Agut [19],  Ernests Gulbis [24],  Fabio Fognini [28],  Fernando Verdasco [32]
  - Simples feminino:  Simona Halep [3]
  - Duplas masculinas:  Juan Sebastián Cabal /  Robert Farah [16]

Ordem dos jogos:
| Quadra Philippe Chatrier    | Quadra Philippe Chatrier | Quadra Philippe Chatrier | Quadra Philippe Chatrier |
| Evento                      | Vencedor(a)/(es/as)      | Derrotado(a)/(os/as)     | Resultado                |
| --------------------------- | ------------------------ | ------------------------ | ------------------------ |
| Simples feminino – 2ª fase  | Maria Sharapova [2]      | Vitalia Diatchenko       | 6–3, 6–1                 |
| Simples masculino – 2ª fase | Kei Nishikori [5]        | Thomaz Bellucci          | 7–5, 6–4, 6–4            |
| Simples masculino – 2ª fase | Gaël Monfils [13]        | Diego Schwartzman        | 4–6, 6–4, 4–6, 6–2, 6–3  |
| Simples feminino – 2ª fase  | Carla Suárez Navarro [8] | Virginie Razzano [WC]    | 6–3, 1–0, ab.            |
| Quadra Suzanne Lenglen      |                          |                          |                          |
| Evento                      | Vencedor(a)/(es/as)      | Derrotado(a)/(os/as)     | Resultado                |
| Simples feminino – 2ª fase  | Samantha Stosur [26]     | Amandine Hesse [WC]      | 6–0, 6–1                 |
| Simples masculino – 2ª fase | Roger Federer [2]        | Marcel Granollers        | 6–2, 7–61, 6–3           |
| Simples feminino – 2ª fase  | Mirjana Lučić-Baroni     | Simona Halep [3]         | 7–5, 6–1                 |
| Simples masculino – 2ª fase | Jo-Wilfried Tsonga [14]  | Dudi Sela                | 6–4, 6–1, 6–1            |
| Quadra 1                    |                          |                          |                          |
| Evento                      | Vencedor(a)/(es/as)      | Derrotado(a)/(os/as)     | Resultado                |
| Simples masculino – 2ª fase | Gilles Simon [12]        | Martin Kližan            | 7–5, 6–2, 6–3            |
| Simples feminino – 2ª fase  | Alizé Cornet [29]        | Alexandra Dulgheru       | 6–2, 7–5                 |
| Simples masculino – 2ª fase | Tomáš Berdych [4]        | Radek Štěpánek [PR]      | 6–3, 76–7, 6–3, 6–3      |

## Dia 5 (28 de maio)
- Cabeças de chave eliminados:
  - Simples masculino:  John Isner [16],  Tommy Robredo [18],  Philipp Kohlschreiber [22],  Bernard Tomic [27],  Viktor Troicki [31]
  - Simples feminino:  Caroline Wozniacki [5],  Karolína Plíšková [12],  Svetlana Kuznetsova [18],  Zarina Diyas [32]
  - Duplas femininas:  Garbiñe Muguruza /  Carla Suárez Navarro [5],  Raquel Kops-Jones /  Abigail Spears [6],  Klaudia Jans-Ignacik /  Andreja Klepač [16]
  - Duplas mistas:  Sania Mirza /  Bruno Soares [1],  Elena Vesnina /  Nenad Zimonjić [3],  Andrea Hlaváčková /  Marc López [4]

Ordem dos jogos:
| Quadra Philippe Chatrier    | Quadra Philippe Chatrier                | Quadra Philippe Chatrier                | Quadra Philippe Chatrier     |
| Evento                      | Vencedor(a)/(es/as)                     | Derrotado(a)/(os/as)                    | Resultado                    |
| --------------------------- | --------------------------------------- | --------------------------------------- | ---------------------------- |
| Simples feminino – 2ª fase  | Julia Görges                            | Caroline Wozniacki [5]                  | 6–4, 7–64                    |
| Simples masculino – 2ª fase | Rafael Nadal [6]                        | Nicolás Almagro                         | 6–4, 6–3, 6–1                |
| Simples masculino – 2ª fase | Andy Murray [3]                         | João Sousa                              | 6–2, 4–6, 6–4, 6–1           |
| Simples feminino – 2ª fase  | Kristina Mladenovic                     | Danka Kovinić                           | 6–3, 7–5                     |
| Quadra Suzanne Lenglen      |                                         |                                         |                              |
| Evento                      | Vencedor(a)/(es/as)                     | Derrotado(a)/(os/as)                    | Resultado                    |
| Simples feminino – 2ª fase  | Petra Kvitová [4]                       | Sílvia Soler Espinosa                   | 46–7, 6–4, 6–2               |
| Simples feminino – 2ª fase  | Serena Williams [1]                     | Anna-Lena Friedsam                      | 5–7, 6–3, 6–3                |
| Simples masculino – 2ª fase | Novak Djokovic [1]                      | Gilles Müller                           | 6–1, 6–4, 6–4                |
| Simples masculino – 3ª fase | Richard Gasquet [20] vs. Carlos Berlocq | Richard Gasquet [20] vs. Carlos Berlocq | 3–6, 6–3, 6–1, 4–6, suspenso |
| Quadra 1                    |                                         |                                         |                              |
| Evento                      | Vencedor(a)/(es/as)                     | Derrotado(a)/(os/as)                    | Resultado                    |
| Simples feminino – 2ª fase  | Francesca Schiavone                     | Svetlana Kuznetsova [18]                | 116–7, 7–5, 10–8             |
| Simples feminino – 2ª fase  | Victoria Azarenka [27]                  | Lucie Hradecká                          | 6–2, 6–3                     |
| Simples masculino – 2ª fase | Jérémy Chardy                           | John Isner [16]                         | 6–4, 4–6, 6–3, 6–3           |
| Simples feminino – 2ª fase  | Alison Van Uytvanck                     | Zarina Diyas [32]                       | 0–6, 6–1, 6–4                |

## Dia 6 (29 de maio)
- Cabeças de chave eliminados:
  - Simples masculino:  Pablo Cuevas [21]
  - Simples feminino:  Carla Suárez Navarro [8],  Angelique Kerber [11],  Sabine Lisicki [20],  Samantha Stosur [26]
  - Duplas masculinas:  Marin Draganja /  Henri Kontinen [13]
  - Duplas femininas:  Alla Kudryavtseva /  Anastasia Pavlyuchenkova [10]
  - Duplas mistas:  Caroline Garcia /  Bob Bryan [5]

Ordem dos jogos:
| Quadra Philippe Chatrier    | Quadra Philippe Chatrier     | Quadra Philippe Chatrier                   | Quadra Philippe Chatrier  |
| Evento                      | Vencedor(a)/(es/as)          | Derrotado(a)/(os/as)                       | Resultado                 |
| --------------------------- | ---------------------------- | ------------------------------------------ | ------------------------- |
| Simples feminino – 3ª fase  | Alizé Cornet [29]            | Mirjana Lučić-Baroni                       | 4–6, 6–3, 7–5             |
| Simples masculino – 3ª fase | Roger Federer [2]            | Damir Džumhur                              | 6–4, 6–3, 6–2             |
| Simples feminino – 3ª fase  | Maria Sharapova [2]          | Samantha Stosur [26]                       | 6–3, 6–4                  |
| Simples masculino – 3ª fase | Jo-Wilfried Tsonga [14]      | Pablo Andújar                              | 7–63, 6–4, 6–3            |
| Quadra Suzanne Lenglen      |                              |                                            |                           |
| Evento                      | Vencedor(a)/(es/as)          | Derrotado(a)/(os/as)                       | Resultado                 |
| Simples feminino – 3ª fase  | Ana Ivanović [7]             | Donna Vekić                                | 6–0, 6–3                  |
| Simples masculino – 3ª fase | Richard Gasquet [20]         | Carlos Berlocq                             | 3–6, 6–3, 6–1, 4–6, 6–1   |
| Simples masculino – 3ª fase | Gilles Simon [12]            | Nicolas Mahut [WC]                         | 6–2, 66–7, 66–7, 6–3, 6–1 |
| Simples masculino – 3ª fase | Gaël Monfils [13]            | Pablo Cuevas [21]                          | 4–6, 7–61, 3–6, 6–4, 6–3  |
| Quadra 1                    |                              |                                            |                           |
| Evento                      | Vencedor(a)/(es/as)          | Derrotado(a)/(os/as)                       | Resultado                 |
| Duplas masculinas – 2ª fase | Bob Bryan [1] Mike Bryan [1] | Thanasi Kokkinakis [WC] Lucas Pouille [WC] | 7–64, 7–63                |
| Simples feminino – 3ª fase  | Lucie Šafářová [13]          | Sabine Lisicki [20]                        | 6–3, 7–62                 |
| Simples masculino – 3ª fase | Stan Wawrinka [8]            | Steve Johnson                              | 6–4, 6–3, 6–2             |
| Simples masculino – 3ª fase | Tomáš Berdych [4]            | Benoît Paire                               | 6–1, 56–7, 6–3, 6–4       |

## Dia 7 (30 de maio)
- Cabeças de chave eliminados:
  - Simples masculino:  Kevin Anderson [15],  David Goffin [17],  Leonardo Mayer [23],  Nick Kyrgios [29]
  - Simples feminino:  Andrea Petkovic [10],  Madison Keys [16],  Victoria Azarenka [27],  Irina-Camelia Begu [30]
  - Duplas masculinas:  Pablo Cuevas /  David Marrero [12],  Guillermo García-López /  Édouard Roger-Vasselin [15]
  - Duplas femininas:  Tímea Babos /  Kristina Mladenovic [3]
  - Duplas mistas:  Martina Hingis /  Leander Paes [8]

Ordem dos jogos:
| Quadra Philippe Chatrier    | Quadra Philippe Chatrier       | Quadra Philippe Chatrier            | Quadra Philippe Chatrier |
| Evento                      | Vencedor(a)/(es/as)            | Derrotado(a)/(os/as)                | Resultado                |
| --------------------------- | ------------------------------ | ----------------------------------- | ------------------------ |
| Simples feminino – 3ª fase  | Petra Kvitová [4]              | Irina-Camelia Begu [30]             | 6–3, 6–2                 |
| Simples masculino – 3ª fase | Novak Djokovic [1]             | Thanasi Kokkinakis [WC]             | 6–4, 6–4, 6–4            |
| Simples masculino – 3ª fase | Richard Gasquet [20]           | Kevin Anderson [15]                 | 4–6, 7–64, 7–5, 6–4      |
| Simples feminino – 3ª fase  | Serena Williams [1]            | Victoria Azarenka [27]              | 3–6, 6–4, 6–2            |
| Quadra Suzanne Lenglen      |                                |                                     |                          |
| Evento                      | Vencedor(a)/(es/as)            | Derrotado(a)/(os/as)                | Resultado                |
| Simples masculino – 3ª fase | Andy Murray [3]                | Nick Kyrgios [29]                   | 6–4, 6–2, 6–3            |
| Simples feminino – 3ª fase  | Alison Van Uytvanck            | Kristina Mladenovic                 | 6–4, 6–1                 |
| Simples masculino – 3ª fase | Rafael Nadal [6]               | Andrey Kuznetsov                    | 6–1, 6–3, 6–2            |
| Simples feminino – 3ª fase  | Sloane Stephens                | Tsvetana Pironkova                  | 6–4, 6–1                 |
| Quadra 1                    |                                |                                     |                          |
| Evento                      | Vencedor(a)/(es/as)            | Derrotado(a)/(os/as)                | Resultado                |
| Simples feminino – 3ª fase  | Sara Errani [17]               | Andrea Petkovic [10]                | 6–3, 6–3                 |
| Simples masculino – 3ª fase | Jérémy Chardy                  | David Goffin [17]                   | 6–3, 6–4, 6–2            |
| Simples masculino – 3ª fase | David Ferrer [7]               | Simone Bolelli                      | 6–3, 1–6, 5–7, 6–0, 6–1  |
| Duplas mistas – 2ª fase     | Katarina Srebotnik Horia Tecău | Martina Hingis [8] Leander Paes [8] | 66–7, 6–3, [10–6]        |

## Dia 8 (31 de maio)
- Cabeças de chave eliminados:
  - Simples masculino:  Tomáš Berdych [4],  Gilles Simon [12]
  - Simples feminino:  Ekaterina Makarova [9],  Alizé Cornet [29]
  - Duplas masculinas:  Rohan Bopanna /  Florin Mergea [9],  Daniel Nestor /  Leander Paes [10],  Jamie Murray /  John Peers [11],  Pierre-Hugues Herbert /  Nicolas Mahut [14]
  - Duplas femininas:  Caroline Garcia /  Katarina Srebotnik [8],  Chan Yung-jan /  Zheng Jie [11],  Karin Knapp /  Roberta Vinci [14]
  - Duplas mistas:  Kristina Mladenovic /  Daniel Nestor [6]

Ordem dos jogos:
| Quadra Philippe Chatrier    | Quadra Philippe Chatrier                       | Quadra Philippe Chatrier                       | Quadra Philippe Chatrier |
| Evento                      | Vencedor(a)/(es/as)                            | Derrotado(a)/(os/as)                           | Resultado                |
| --------------------------- | ---------------------------------------------- | ---------------------------------------------- | ------------------------ |
| Simples feminino – 4ª fase  | Elina Svitolina [19]                           | Alizé Cornet [29]                              | 6–2, 7–69                |
| Simples masculino – 4ª fase | Jo-Wilfried Tsonga [14]                        | Tomáš Berdych [4]                              | 6–3, 6–2, 56–7, 6–3      |
| Simples masculino – 4ª fase | Gaël Monfils [13] vs. Roger Federer [2]        | Gaël Monfils [13] vs. Roger Federer [2]        | 3–6, 6–4, suspenso       |
| Simples feminino – 4ª fase  | Flavia Pennetta [28] vs. Garbiñe Muguruza [21] | Flavia Pennetta [28] vs. Garbiñe Muguruza [21] | cancelado                |
| Quadra Suzanne Lenglen      |                                                |                                                |                          |
| Evento                      | Vencedor(a)/(es/as)                            | Derrotado(a)/(os/as)                           | Resultado                |
| Simples feminino – 4ª fase  | Ana Ivanović [7]                               | Ekaterina Makarova [9]                         | 7–5, 3–6, 6–1            |
| Simples masculino – 4ª fase | Kei Nishikori [5]                              | Teymuraz Gabashvili                            | 6–3, 6–4, 6–2            |
| Simples masculino – 4ª fase | Stan Wawrinka [8]                              | Gilles Simon [12]                              | 6–1, 6–4, 6–2            |
| Simples feminino – 4ª fase  | Lucie Šafářová [13] vs. Maria Sharapova [2]    | Lucie Šafářová [13] vs. Maria Sharapova [2]    | cancelado                |
| Quadra 1                    |                                                |                                                |                          |
| Evento                      | Vencedor(a)/(es/as)                            | Derrotado(a)/(os/as)                           | Resultado                |
| Duplas masculinas – 3ª fase | Bob Bryan [1] Mike Bryan [1]                   | Jérémy Chardy Łukasz Kubot                     | 6–4, 7–5                 |
| Duplas masculinas – 3ª fase | Vasek Pospisil [2] Jack Sock [2]               | Pierre-Hugues Herbert [14] Nicolas Mahut [14]  | 7–63, 7–62               |
| Duplas femininas – 3ª fase  | Martina Hingis [1] Sania Mirza [1]             | Karin Knapp [14] Roberta Vinci [14]            | 6–1, 6–4                 |
| Duplas mistas – 2ª fase     | Anastasia Rodionova Aisam-ul-Haq Qureshi       | Kristina Mladenovic [6] Daniel Nestor [6]      | 6–4, 6–3                 |

## Dia 9 (1º de junho)
- Cabeças de chave eliminados:
  - Simples masculino:  Marin Čilić [9],  Gaël Monfils [13],  Richard Gasquet [20]
  - Simples feminino:  Maria Sharapova [2],  Petra Kvitová [4],  Flavia Pennetta [28]
  - Duplas masculinas:  Alexander Peya /  Bruno Soares [8]
  - Duplas femininas:  Anastasia Rodionova /  Arina Rodionova [15]

Ordem dos jogos:
| Quadra Philippe Chatrier           | Quadra Philippe Chatrier | Quadra Philippe Chatrier | Quadra Philippe Chatrier |
| Evento                             | Vencedor(a)/(es/as)      | Derrotado(a)/(os/as)     | Resultado                |
| ---------------------------------- | ------------------------ | ------------------------ | ------------------------ |
| Simples feminino – 4ª fase         | Lucie Šafářová [13]      | Maria Sharapova [2]      | 7–63, 6–4                |
| Simples masculino – 4ª fase        | Roger Federer [2]        | Gaël Monfils [13]        | 6–3, 4–6, 6–4, 6–1       |
| Simples feminino – 4ª fase         | Serena Williams [1]      | Sloane Stephens          | 1–6, 7–5, 6–3            |
| Simples masculino – 4ª fase        | Novak Djokovic [1]       | Richard Gasquet [20]     | 6–1, 6–2, 6–3            |
| Quadra Suzanne Lenglen             |                          |                          |                          |
| Evento                             | Vencedor(a)/(es/as)      | Derrotado(a)/(os/as)     | Resultado                |
| Simples feminino – 4ª fase         | Garbiñe Muguruza [21]    | Flavia Pennetta [28]     | 6–3, 6–4                 |
| Simples masculino – 4ª fase        | Andy Murray [3]          | Jérémy Chardy            | 6–4, 3–6, 6–3, 6–2       |
| Simples masculino – 4ª fase        | Rafael Nadal [6]         | Jack Sock                | 6–3, 6–1, 5–7, 6–2       |
| Simples feminino – 4ª fase         | Timea Bacsinszky [23]    | Petra Kvitová [4]        | 2–6, 6–0, 6–3            |
| Quadra 1                           |                          |                          |                          |
| Evento                             | Vencedor(a)/(es/as)      | Derrotado(a)/(os/as)     | Resultado                |
| Simples feminino juvenil – 1ª fase | Fiona Ferro              | Tereza Mihalíková [10]   | 6–3, 6–1                 |
| Simples masculino – 4ª fase        | David Ferrer [7]         | Marin Čilić [9]          | 6–2, 6–2, 6–4            |
| Simples feminino – 4ª fase         | Sara Errani [17]         | Julia Görges             | 6–2, 6–2                 |
| Simples feminino – 4ª fase         | Alison Van Uytvanck      | Andreea Mitu             | 6–1, 6–3                 |

## Dia 10 (2 de junho)
- Cabeças de chave eliminados:
  - Simples masculino:  Roger Federer [2],  Kei Nishikori [5]
  - Simples feminino:  Elina Svitolina [19],  Garbiñe Muguruza [21]
  - Duplas masculinas:  Vasek Pospisil /  Jack Sock [2],  Marcin Matkowski /  Nenad Zimonjić [7]
  - Duplas femininas:  Michaëlla Krajicek /  Barbora Strýcová [13]
  - Duplas mistas:  Tímea Babos /  Alexander Peya [7]

Ordem dos jogos:
| Quadra Philippe Chatrier             | Quadra Philippe Chatrier                     | Quadra Philippe Chatrier                      | Quadra Philippe Chatrier |
| Evento                               | Vencedor(a)/(es/as)                          | Derrotado(a)/(os/as)                          | Resultado                |
| ------------------------------------ | -------------------------------------------- | --------------------------------------------- | ------------------------ |
| Simples feminino – Quartas de final  | Ana Ivanović [7]                             | Elina Svitolina [19]                          | 6–3, 6–2                 |
| Simples masculino – Quartas de final | Jo-Wilfried Tsonga [14]                      | Kei Nishikori [5]                             | 6–1, 6–4, 4–6, 3–6, 6–3  |
| Quadra Suzanne Lenglen               |                                              |                                               |                          |
| Evento                               | Vencedor(a)/(es/as)                          | Derrotado(a)/(os/as)                          | Resultado                |
| Simples feminino – Quartas de final  | Lucie Šafářová [13]                          | Garbiñe Muguruza [21]                         | 7–63, 6–3                |
| Simples masculino – Quartas de final | Stan Wawrinka [8]                            | Roger Federer [2]                             | 6–4, 6–3, 7–64           |
| Quadra 1                             |                                              |                                               |                          |
| Evento                               | Vencedor(a)/(es/as)                          | Derrotado(a)/(os/as)                          | Resultado                |
| Duplas femininas – Quartas de final  | Casey Dellacqua [12] Yaroslava Shvedova [12] | Michaëlla Krajicek [13] Barbora Strýcová [13] | 6–3, 7–5                 |
| Duplas masculinas – Quartas de final | Bob Bryan [1] Mike Bryan [1]                 | Marcin Matkowski [7] Nenad Zimonjic [7]       | 6–4, 56–7, 6–4           |
| Duplas masculinas – Quartas de final | Jean-Julien Rojer [5] Horia Tecau [5]        | Vasek Pospisil [2] Jack Sock [2]              | 6–3, 6–3                 |
| Duplas mistas – Quartas de final     | Bethanie Mattek-Sands [2] Mike Bryan [2]     | Anastasia Rodionova Aisam-ul-Haq Qureshi      | 6–0, 7–63                |

## Dia 11 (3 de junho)
- Cabeças de chave eliminados:
  - Simples masculino:  Rafael Nadal [6],  David Ferrer [7]
  - Simples feminino:  Sara Errani [17]
  - Duplas femininas:  Martina Hingis /  Sania Mirza [1],  Hsieh Su-wei /  Flavia Pennetta [4]

Ordem dos jogos:
| Quadra Philippe Chatrier                               | Quadra Philippe Chatrier                     | Quadra Philippe Chatrier             | Quadra Philippe Chatrier |
| Evento                                                 | Vencedor(a)/(es/as)                          | Derrotado(a)/(os/as)                 | Resultado                |
| ------------------------------------------------------ | -------------------------------------------- | ------------------------------------ | ------------------------ |
| Simples feminino – Quartas de final                    | Serena Williams [1]                          | Sara Errani [17]                     | 6–1, 6–3                 |
| Simples masculino – Quartas de final                   | Novak Djokovic [1]                           | Rafael Nadal [6]                     | 7–5, 6–3, 6–1            |
| Quadra Suzanne Lenglen                                 |                                              |                                      |                          |
| Evento                                                 | Vencedor(a)/(es/as)                          | Derrotado(a)/(os/as)                 | Resultado                |
| Simples feminino – Quartas de final                    | Timea Bacsinszky [23]                        | Alison Van Uytvanck                  | 6–4, 7–5                 |
| Simples masculino – Quartas de final                   | Andy Murray [3]                              | David Ferrer [7]                     | 7–64, 6–2, 5–7, 6–1      |
| Quadra 1                                               |                                              |                                      |                          |
| Duplas masculinas lendárias acima de 45 anos – Grupo C | John McEnroe Patrick McEnroe                 | Pat Cash Andrés Gómez                | 6–3, 6–4                 |
| Duplas femininas – Quartas de final                    | Bethanie Mattek-Sands [7] Lucie Šafářová [7] | Martina Hingis [1] Sania Mirza [1]   | 7–5, 6–2                 |
| Duplas femininas – Quartas de final                    | Andrea Hlaváčková [9] Lucie Hradecká [9]     | Hsieh Su-wei [4] Flavia Pennetta [4] | 7–5, 3–6, 7–5            |
| Duplas mistas – Semifinais                             | Bethanie Mattek-Sands [2] Mike Bryan [2]     | Katarina Srebotnik Horia Tecău       | 4–6, 6–3, [10–8]         |
| Duplas mistas – Semifinais                             | Lucie Hradecká Marcin Matkowski              | Zheng Jie Henri Kontinen             | 7–5, 7–65                |

## Dia 12 (4 de junho)
- Cabeças de chave eliminados:
  - Simples feminino:  Ana Ivanović [7],  Timea Bacsinszky [23]
  - Duplas masculinas:  Jean-Julien Rojer /  Horia Tecău [5],  Simone Bolelli /  Fabio Fognini [6]

Ordem dos jogos:
| Quadra Philippe Chatrier                                | Quadra Philippe Chatrier                 | Quadra Philippe Chatrier              | Quadra Philippe Chatrier |
| Evento                                                  | Vencedor(a)/(es/as)                      | Derrotado(a)/(os/as)                  | Resultado                |
| ------------------------------------------------------- | ---------------------------------------- | ------------------------------------- | ------------------------ |
| Duplas masculinas – Semifinais                          | Bob Bryan [1] Mike Bryan [1]             | Simone Bolelli [6] Fabio Fognini [6]  | 6–3, 6–3                 |
| Simples feminino – Semifinais                           | Lucie Šafářová [13]                      | Ana Ivanović [7]                      | 7–5, 7–5                 |
| Simples feminino – Semifinais                           | Serena Williams [1]                      | Timea Bacsinszky [23]                 | 4–6, 6–3, 6–0            |
| Quadra Suzanne Lenglen                                  |                                          |                                       |                          |
| Evento                                                  | Vencedor(a)/(es/as)                      | Derrotado(a)/(os/as)                  | Resultado                |
| Duplas femininas lendárias – Grupo A                    | Kim Clijsters Martina Navratilova        | Conchita Martínez Anastasia Myskina   | 7–5, 6–3                 |
| Duplas masculinas – Semifinais                          | Ivan Dodig [3] Marcelo Melo [3]          | Jean-Julien Rojer [5] Horia Tecău [5] | 6–3, 7–5                 |
| Duplas masculinas lendárias abaixo de 45 anos – Grupo A | Juan Carlos Ferrero Carlos Moyá          | Michael Chang Goran Ivanišević        | 6–3, 6–3                 |
| Duplas mistas – Final                                   | Bethanie Mattek-Sands [2] Mike Bryan [2] | Lucie Hradecká Marcin Matkowski       | 7–63, 6–1                |
| Quadra 1                                                |                                          |                                       |                          |
| Duplas femininas lendárias – Grupo B                    | Lindsay Davenport Mary Joe Fernández     | Marion Bartoli Iva Majoli             | 6–3, 6–3                 |
| Duplas masculinas lendárias acima de 45 anos – Grupo D  | Guy Forget Henri Leconte                 | Mikael Pernfors Mats Wilander         | 6–2, 7–67                |
| Duplas masculinas lendárias abaixo de 45 anos – Grupo B | Arnaud Clément Nicolas Escudé            | Yevgeny Kafelnikov Andrei Medvedev    | 6–4, 7–5                 |

## Dia 13 (5 de junho)
- Cabeças de chave eliminados:
  - Simples masculino:  Jo-Wilfried Tsonga [14]
  - Duplas femininas:  Ekaterina Makarova /  Elena Vesnina [2],  Andrea Hlaváčková /  Lucie Hradecká [9]

Ordem dos jogos:
| Quadra Philippe Chatrier                                | Quadra Philippe Chatrier                     | Quadra Philippe Chatrier                 | Quadra Philippe Chatrier     |
| Evento                                                  | Vencedor(a)/(es/as)                          | Derrotado(a)/(os/as)                     | Resultado                    |
| ------------------------------------------------------- | -------------------------------------------- | ---------------------------------------- | ---------------------------- |
| Simples masculino – Semifinais                          | Stan Wawrinka [8]                            | Jo-Wilfried Tsonga [14]                  | 6–3, 16–7, 7–63, 6–4         |
| Simples masculino – Semifinais                          | Novak Djokovic [1] vs. Andy Murray [3]       | Novak Djokovic [1] vs. Andy Murray [3]   | 6–3, 6–3, 5–7, 3–3, suspenso |
| Quadra Suzanne Lenglen                                  |                                              |                                          |                              |
| Evento                                                  | Vencedor(a)/(es/as)                          | Derrotado(a)/(os/as)                     | Resultado                    |
| Duplas masculinas lendárias acima de 45 anos – Grupo C  | Cédric Pioline Mark Woodforde                | John McEnroe Patrick McEnroe             | 6–4, 6–1                     |
| Duplas femininas – Semifinais                           | Bethanie Mattek-Sands [7] Lucie Šafářová [7] | Andrea Hlaváčková [9] Lucie Hradecká [9] | 6–2, 5–7, 6–4                |
| Duplas femininas – Semifinais                           | Casey Dellacqua [12] Yaroslava Shvedova [12] | Ekaterina Makarova [2] Elena Vesnina [2] | 6–3, 6–2                     |
| Duplas femininas lendárias – Grupo A                    | Conchita Martínez Anastasia Myskina          | Nathalie Tauziat Sandrine Testud         | 6–2, 4–6, [10–8]             |
| Quadra 1                                                |                                              |                                          |                              |
| Simples masculino juvenil – Semifinais                  | Taylor Harry Fritz [2]                       | Corentin Denolly [4]                     | 6–1, 6–2                     |
| Duplas masculinas lendárias abaixo de 45 anos – Grupo B | Yevgeny Kafelnikov Andriy Medvedev           | Sergi Bruguera Gastón Gaudio             | 6–4, 6–4                     |
| Duplas femininas lendárias – Grupo B                    | Marion Bartoli Iva Majoli                    | Jana Novotná Arantxa Sánchez Vicario     | 6–4, 6–2                     |

## Dia 14 (6 de junho)
- Cabeças de chave eliminados:
  - Simples masculino:  Andy Murray [3]
  - Simples feminino:  Lucie Šafářová [13]
  - Duplas masculinas:  Bob Bryan /  Mike Bryan [1]

Ordem dos jogos:
| Quadra Philippe Chatrier                                | Quadra Philippe Chatrier          | Quadra Philippe Chatrier             | Quadra Philippe Chatrier |
| Evento                                                  | Vencedor(a)/(es/as)               | Derrotado(a)/(os/as)                 | Resultado                |
| ------------------------------------------------------- | --------------------------------- | ------------------------------------ | ------------------------ |
| Simples masculino – Semifinais                          | Novak Djokovic [1]                | Andy Murray [3]                      | 6–3, 6–3, 5–7, 5–7, 6–1  |
| Simples feminino – Final                                | Serena Williams [1]               | Lucie Šafářová [13]                  | 6–3, 26–7, 6–2           |
| Duplas masculinas – Final                               | Ivan Dodig [3] Marcelo Melo [3]   | Bob Bryan [1] Mike Bryan [1]         | 56–7, 7–65, 7–5          |
| Quadra Suzanne Lenglen                                  |                                   |                                      |                          |
| Evento                                                  | Vencedor(a)/(es/as)               | Derrotado(a)/(os/as)                 | Resultado                |
| Duplas femininas lendárias – Final                      | Kim Clijsters Martina Navratilova | Lindsay Davenport Mary Joe Fernández | 2–6, 6–2, [11–9]         |
| Duplas masculinas lendárias acima de 45 anos – Grupo D  | Guy Forget Henri Leconte          | Mansour Bahrami Paul Haarhuis        | 7–61, 6–4                |
| Quadra 1                                                |                                   |                                      |                          |
| Simples masculino juvenil – Final                       | Tommy Paul [13]                   | Taylor Harry Fritz [2]               | 7–64, 2–6, 6–2           |
| Duplas masculinas lendárias abaixo de 45 anos – Grupo A | Juan Carlos Ferrero Carlos Moyá   | Sébastien Grosjean Fabrice Santoro   | 4–6, 6–3, ab.            |

## Dia 15 (7 de junho)
- Cabeças de chave eliminados:
  - Simples masculino:  Novak Djokovic [1]
  - Duplas femininas:  Casey Dellacqua /  Yaroslava Shvedova [12]

Ordem dos jogos:
| Quadra Philippe Chatrier                              | Quadra Philippe Chatrier                     | Quadra Philippe Chatrier                     | Quadra Philippe Chatrier |
| Evento                                                | Vencedor(a)/(es/as)                          | Derrotado(a)/(os/as)                         | Resultado                |
| ----------------------------------------------------- | -------------------------------------------- | -------------------------------------------- | ------------------------ |
| Duplas femininas – Final                              | Bethanie Mattek-Sands [7] Lucie Šafářová [7] | Casey Dellacqua [12] Yaroslava Shvedova [12] | 3–6, 6–4, 6–2            |
| Simples masculino – Final                             | Stan Wawrinka [8]                            | Novak Djokovic [1]                           | 4–6, 6–4, 6–3, 6–4       |
| Quadra Suzanne Lenglen                                |                                              |                                              |                          |
| Evento                                                | Vencedor(a)/(es/as)                          | Derrotado(a)/(os/as)                         | Resultado                |
| Duplas masculinas lendárias acima de 45 anos – Final  | Guy Forget Henri Leconte                     | Cédric Pioline Mark Woodforde                | 4–6, 7–65, [10–3]        |
| Duplas masculinas lendárias abaixo de 45 anos – Final | Juan Carlos Ferrero Carlos Moyá              | Arnaud Clément Nicolas Escudé                | 6–3, 6–3                 |